# Giovanni Maria Viani
Giovanni Maria Viani (Bologna, 11 settembre 1636 – Pistoia, 15 aprile 1700) è stato un pittore e incisore italiano.

## Biografia
Insieme con Lorenzo Pasinelli, è stato allievo di Flaminio Torri.
Ha poi insegnato pittura a suo figlio Domenico (1668-1711), a Giovanni Girolamo Bonesi, Odoardo Perini e a Pier Francesco Cavazza.
La scuola da lui diretta era concorrente di quella di Carlo Cignani. 
Ha prodotto molti dipinti per i pubblici edifici di Bologna, tra i quali una Annunciazione a San Giuseppe Sposo e, nella basilica dei Servi, ha dipinto l'Incoronazione della Vergine e una Gloria di San Filippo Benizi.
Tra le sue incisioni si ricordano un Cristo con corona di spine e Didone.